# Atrepsja
Atrepsja – stan znacznego wyniszczenia organizmu dziecka, przejawiający się wychudzeniem, a także zaburzeniem rozwoju fizycznego oraz intelektualnego. Jego przyczyną jest najczęściej nieodpowiednia pielęgnacja dziecka oraz niedostateczne odżywianie (zarówno ilościowe, jak i jakościowe), niedostarczające organizmowi niezbędnej ilości białka. Objawy nasilają się wraz z pogłębianiem deficytu. W skrajnych przypadkach niedobór masy ciała może sięgać nawet 30%. Znacznemu spowolnieniu ulega również wzrost dziecka. Niedobór białek powoduje także szereg innych zaburzeń w organizmie, m.in.: niedokrwistość, uszkodzenia wątroby, osłabienie odporności organizmu (co prowadzi do licznych infekcji), zaburzenia termoregulacji (objawiające się najczęściej zaniżoną temperaturą ciała) oraz niedobory niektórych witamin. U niemowląt występuje często ponadto znaczne odwodnienie, demineralizacja kości oraz kwasica.
Oprócz zaniedbań oraz niewłaściwego odżywiania, przyczyną atrepsji mogą być również: przewlekłe biegunki i infekcje, wady wrodzone przewodu pokarmowego, nerek lub serca, niektóre choroby (np. celiakia, mukowiscydoza) oraz wrodzone zaburzenia metabolizmu.